# Alter Evangelischer Friedhof in Bielsko-Biała

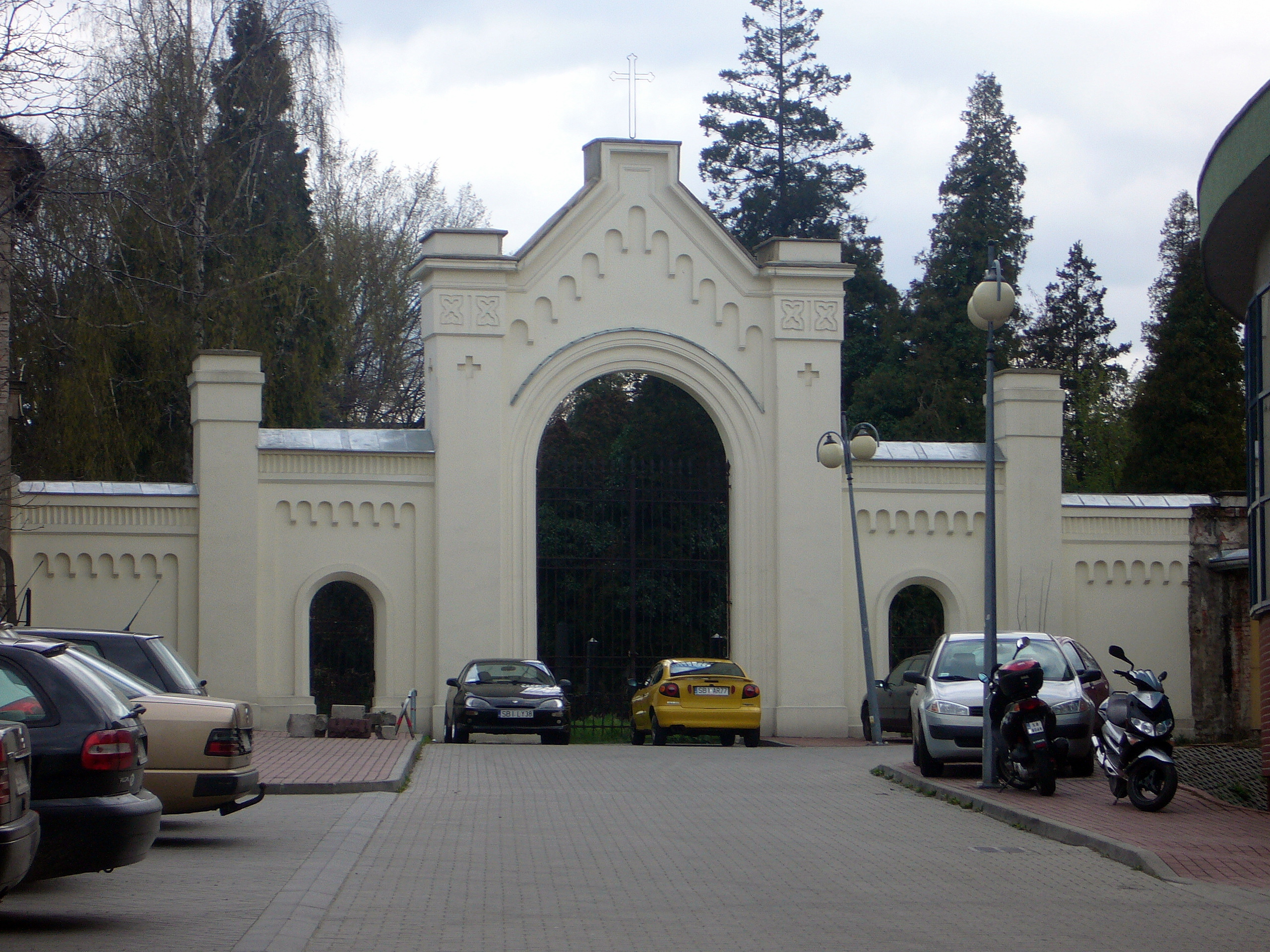
Eingang zum alten evangelischen Friedhof

Der alte evangelische Friedhof in Bielsko-Biała ist ein nicht mehr genutzter Friedhof im Stadtteil Bielitzer Zion der Stadt Bielsko-Biała in Polen.
Der alte Friedhof entstand im Jahre 1833 nach einer Choleraepidemie 1831 auf einem von Seifensieder Gottlieb Klimke gespendeten Grundstück. Zuvor wurden Protestanten und Katholiken auf dem Friedhof der Dreieinigkeitskirche bestattet.
Auf dem alten Friedhof fanden Begräbnisse bis zum Zweiten Weltkrieg statt. Nach dem Krieg versuchte man polnischerseits, die deutschen Spuren zu tilgen. Die Hinterbliebenen tarnten die Inschriften und kippten die Grabsteine auf die Vorderseite. Nach der 1989er Wende wurden die Grabsteine renoviert.
Der Eingang zum aus sieben Sektoren bestehenden alten Friedhof führt durch ein 1863 errichtetes neugotisches Tor mit drei Bogen. Der älteste Grabstein ist auf 1857 datiert.
Auf diesem Friedhof ruhen verdiente Bürger der Stadt, wie:
- Bürgermeister, z. B. Karl Ferdinand Sennewaldt, Moritz Scholz und Heinrich Hofmann,
- Pastoren, z. B. Josef Schimko, Karl Samuel Schneider und Theodor Haase,
- Unternehmer, z. B. Gustav Josephy, Gustav Förster und Hermann Schneider,
- Wohltäter, z. B. Theodor Sixt.

Der seit mehr als 60 Jahren geschlossene Friedhof bildet ein grünes Areal im Zentrum der Stadt.